# Telebasis aurea
Telebasis aurea là một loài chuồn chuồn kim trong họ Coenagrionidae.
Telebasis aurea được miêu tả khoa học năm 1992 bởi May.